# 野球漫画
野球漫画（やきゅうまんが）は、漫画のジャンルのひとつであり、野球をテーマとした漫画、野球を物語の重要な要素とした漫画を指す。一般的にはフィクションであるが、プロ野球をテーマとする場合、チーム名や選手、それに優勝したチームについては現実に合わせることもある。
野球好きで知られるタレントの伊集院光は、「球漫（きゅうまん）」と呼んでおり、自身の野球漫画を評した著書のタイトルにも使用している。

## 日本の野球漫画史
明治の早い時期に日本に入ってきた野球は、次第に日本に広まっていった。1934年11月に開催された日米親善野球試合で沢村栄治が大リーガー相手に三振の山を築き、試合には敗れたものの1点に抑えた。その後、沢村が戦争で命を落としたことから、「悲劇の少年天才投手」というイメージが大衆に植えられ、後に沢村の物語の形を変えた再生として『ちかいの魔球』、『巨人の星』へとつながって行く。

### 戦前
1922年（大正11年）に発行された『漫画の描き方』（弘学館書店、吉岡島平）には、野球を取り扱った1コマ漫画が3点収録されている。
大正時代から昭和初期にかけて人気の高まっていった野球は、新聞、雑誌、グラフ誌などに掲載されていた1コマ漫画、4コマ漫画などに散見される。昭和初期の漫画作品『のらくろ』には登場人物たちが野球をするエピソードがあり、『冒険ダン吉』では野球選手のユニホームを彷彿とさせるような背番号のある衣装の登場人物が登場するシーンもある。
しかし、戦争になると野球は「敵性スポーツ」として影が薄くなり、特に児童雑誌で野球が取り扱われることはなくなっていった。

### 占領下
GHQが野球を日本国民に推奨したこともあり、戦後に野球漫画が復興するのは早かった。1947年（昭和22年）4月に『野球少年』が創刊される。発行元は孝壽芳春が軍隊時代の同胞だった上法快男とともに設立した尚文館（しょうぶんかん）。出版の知識を得るためアドバイザーとして上法の親戚である加藤謙一を迎え入れた。プロ野球選手の写真や「実況の書き起こし」を中心に部数を伸ばし、季刊誌から月刊になった。加藤はその後に『少年倶楽部』（大日本雄弁会（現・講談社））のような子ども向け雑誌を目指し、尚文館を離れて学童社を設立、『漫画少年』を創刊した。10月発行の『こども漫画』（川津書店）第2巻8号では「少年野球」特集号となっており、野球をテーマにした4作品、「二十年前の日本一の少年チーム」（芳谷まさる、1コマ漫画）、「早慶戦」（おおたじろう、1コマ漫画）、「ぞうちゃんのホームラン」（カタビラススム、11コマ漫画）、「さんちゃんのホームラン王」（にいぜきけんのすけ、4ページ漫画）が掲載されている。同年12月に創刊された『漫画少年』で『バット君』（井上一雄）の連載が始まる。この『バット君』をもって、日本の野球漫画の始まりとすることも多い。『バット君』はヒーローでもなく、特別な背景も持っていない普通の中学生が主人公であり、日々の生活を描いた漫画としても最初期の部類になり、作中に実在のプロ野球選手を登場させるなど、後の野球漫画、野球にとどまらずスポーツ漫画や日常生活をユーモアに描く漫画の源流ともなっている。また、1947年（昭和22年）は手塚治虫の『新宝島』が発表され、長谷川町子の『サザエさん』の連載が始まった年でもある。
1949年に『バット君』は作者の急逝によって未完に終わるが、おおたじろう、福井英一、木下としお、田中正雄といった児童漫画家や戦前のアニメーション制作関係者による野球漫画が、1949年から1954年にかけて、少年向け雑誌に掲載されていった。この頃の野球漫画は中学生を主人公とした作品が多く、主人公は「戦後の日本」が求める「よい子供」であり「期待される子供像」でもあった。

### 1950年代後半
『漫画少年』の読者投稿からデビュー、井上一雄に憧れていた寺田ヒロオは初の本格連載作品として『野球少年』1956年1月号から『背番号0』の掲載を始める。井上が野球未経験なのに対し、寺田は都市対抗野球経験者であり『背番号0』は『バット君』の後継とも言える野球好きの少年たちの日常を描いた作品でもあったと同時に「犠牲フライ」を描くなど細かい野球描写も取り入れいる。寺田は『背番号0』の連載と同時に、異なるタイプの野球漫画の連載も行っている。『スポーツマン佐助』（『野球少年』1957年〜）は忍者が架空のプロ野球界に入団し忍術を駆使して活躍する作品で、後の「魔球物」の源流といえる。同じく寺田の『スポーツマン金太郎』（『週刊少年サンデー』1959年〜）はおとぎ話の金太郎、桃太郎が熊や犬、猿、雉と共に実在のプロ野球球団へ入団し、長嶋茂雄、王貞治といった当時活躍していた実在のプロ野球選手とともに活躍するという架空のキャラクターと実在の選手が共存する野球漫画の源流となった。
『背番号0』の連載開始と同時期に『ぼくら』1956年1月号で連載の始まった田中正雄の『ライナーくん』は、当時人気のあった『イガグリくん』に始まる熱血格闘漫画と草野球漫画をミックスさせた作品であった。ただし、『ライナーくん』の主人公は学校の野球部に所属し、試合には出場しているものの、大きな事件は野球の試合ではなく、試合出場を邪魔しようとする悪い先輩であり、熱血格闘漫画が柔道などで相手を投げ飛ばしたのと違い、野球で相手を打ち負かすようなストーリーではなかった。
1958年に『おもしろブック』（集英社）で貝塚ひろしの初連載作品となった『くりくり投手』も熱血路線であったが、主人公に「ドロッカーブ」という「必殺技」=「魔球」を与えることで、チーム対チームという構造だった野球の試合を主人公対ライバルという1対1の対決に集約させることができた。貝塚の野球漫画は当時人気の子供向けチャンバラ時代劇や忍者ものの要素が多分に含まれいた。主人公対ライバルの対決の構図も時代劇の一騎打ちの要素があり、魔球や打法も忍法の延長線上の代物であった。その要素を全面に出した『くりくり投手』は人気を得て、奇抜なライバルたちが奇抜な魔球、奇抜な打法で野球勝負を行う「ヒーロー少年野球漫画」とでも呼べるジャンルを確立し、6年以上連載が続き、単行本にまとめられることが少なかった当時に20巻近くの単行本が発行されることになった。貝塚ひろしは『ごうけつ選手』（『少年クラブ』、1959年〜）など、1960年代を代表する野球漫画の作者となって行く。
1958年から1960年にかけては、実在のプロ野球選手を描いた「実録漫画」としての野球漫画も多かった。ほとんどが読み切り作品であったり、雑誌の付録としての読み切り作品であった。

### 1960年代前半
1958年に長嶋茂雄が、翌1959年に王貞治が巨人軍へ入団し、王が1962年に一本足打法で打撃開眼しON砲として活躍。日本国民へのプロ野球人気はいよいよ高まって行くことになる。
1961年に『ちかいの魔球』（福本和也原作、ちばてつや作画）の連載が『週刊少年マガジン』で始まる。『ちかいの魔球』以前にも上述のようにいわゆる「魔球」は登場していたが、『くりくり投手』の「ドロッカーブ」「タマタマボール（投げたボールが2つに分身する）」など、「なぜそのような変化が発生するのか?」という理由付けはされていなかった。『ちかいの魔球』では（もちろん、科学的には起こりえないが）理屈付けがされている。例えば最初の魔球は「高速回転によりボール後部の空気が薄くなり、それが制動力となってバッターの手前で一瞬停止する」というものである。少し前に人気を博していた白土三平の忍者漫画に見られるような作中の忍術や忍法にもっともらしい理屈を付けたスタイルを野球漫画に適用したものであった。担当だった宮原照夫が自らの野球経験をもとに野球を知らないちばに細かい描写をアドバイスしたりもした。
福本は続いて1963年より『黒い秘密兵器』（一峰大二作画）の原作を執筆する。こちらは更に多くの魔球が登場する。既に『忍者武芸帳』（白土三平）、『伊賀の影丸』（横山光輝）の連載が行われており、「忍者ブーム」が巻き起こっていた頃である。『黒い秘密兵器』は『ちかいの魔球』がヒットした点をなぞりつつ、忍者ブームを取り込んだ形になった。一峰大二は『黒い秘密兵器』の連載後、さらに奇妙な魔球が大量に登場する『どろんこエース』を1966年から『少年画報』（少年画報社）にて連載する。この他にも野球に忍者の要素を加えた漫画には『忍者投手X』（荘司としお）がある。1964年にはSF野球物とでもいうべき『ロボット長島』（久米穣原作、貝塚ひろし作画）も登場する。
こういった魔球物、忍者野球物、SF野球などは野球そのものを描くというよりも、野球を使った少年漫画的な自由なストーリーであったり、少年ヒーローを描き出すためのものであった。寺田ヒロオの描く草野球漫画、『ジャジャ馬くん』（関谷ひさし）といった学園漫画的な野球漫画もあったが、ヒーローアクション物としてエスカレートしていった野球漫画の影となり、注目されなくなっていった。
1960年代は、実際の日本プロ野球界が人気を更に盛り上げるべく、少年ファンへのサービスに力を入れた時期でもあった。力道山の死亡によってプロレス人気が衰退したこともあり、野球は少年たちの最も好むスポーツとなっていた。読売ジャイアンツがマスコット・キャラクターの「ミスター・ジャイアンツ」を作り、森田拳次が漫画化している。ただし、この『ミスター・ジャイアンツ』自体は作品としてもさほど人気にならず、マスコット・キャラクターとしても定着せずに廃れていった。ちばてつやも1964年から連載した『少年ジャイアンツ』で実際の読売ジャイアンツとのコラボを行っている。この時期、漫画になるプロ野球は読売ジャイアンツがほとんどで、K・元美津が1964年に日の丸文庫から刊行した『くたばれジャイアンツ』、水島新司の『水島新司爆笑シリーズ』の5巻「やじの虎やん」（日の丸文庫）などが例外として挙げられる。「やじの虎やん」は熱狂的な阪神タイガースファンで魚屋の「虎やん」の日々を描いたユーモア日常漫画であり、野球の選手ではなくファンを主人公にした日本漫画史上でも珍しい作品である。
この一方で、1960年代後半には楳図かずお、水木しげるによるホラー漫画ブーム、さいとうたかを、園田光慶らによる劇画ブームも起きており、覆面投手が魔球を投げる『ミラクルA』（貝塚ひろし、1965年、『少年サンデー』）のような従来の流れに乗った野球漫画は大きくヒットしないようになっていった。

### 1960年代後半
1966年より『週刊少年マガジン』で『巨人の星』（梶原一騎原作、川崎のぼる作画）連載が開始される。梶原は格闘技物の漫画原作などの経験はあったが野球には詳しくなく、川崎も西部劇やスパイアクション物を描いていたが、それほど野球ファンということもなかった。会社側から「新機軸の野球漫画を」との命が下されたが、連載開始時点で、上述のように野球漫画については、あらゆるパターンがやりつくされた感すらあった。野球版宮本武蔵や小説『あゝ玉杯に花うけて』を目指したともいわれるが、梶原・川崎は成長してゆく少年の人生をドラマチックに描くことに注力した。誕生、高校入学、甲子園、そしてプロ野球と読者に寄り添うように主人公・星飛雄馬は成長してゆくとともに、悩み、自問し、親に反発し、恋するといった青春ドラマを野球ドラマに折り込み、さらには「巨人の星」を目指すという成り上がりの物語を含ませた重層的なドラマ、魔球「大リーグボール」を作り上げた。梶原の大時代的な台詞、くさいヒロイズム、男権主義、川崎の大げさで泥臭くワザとらしい表現は連載当時から嘲笑や批判の対象でもあったが、人気は高く、掲載誌の『週刊少年マガジン』を100万部雑誌へと押し上げた。『巨人の星』は当時、少女漫画では既に行われていた雰囲気や心理の動きや感情を表現する手法を取り入れ、動きの迫力、背景を細かく描きこむことによる現実感覚を出すという劇画的な手法をも取り入れていた。川崎のリアルな筋肉描写もこれに一役買った。こういった意味でも『巨人の星』は野球漫画として革新的であり、手塚治虫に端を発する戦後のストーリーマンガの流れにありながらも、手塚治虫的な要素を持っていなかった。これについては手塚が「ぼくにはこのマンガが判らない。どこが面白いのか教えてくれ」と『巨人の星』に熱中するアシスタントにたずねたというエピソードもある。
『巨人の星』の連載中、これに影響を受けた野球漫画は多い。つのだじろうは1967年に『冒険王』で『ライバルの旗』を連載している。第2話では野球漫画史上初となる少女投手も登場するが、男に屈服させられるという男権主義的な設定となっている。
梶原は多くの漫画原作を手掛けているが、野球漫画の原作は『巨人の星』以外には『甲子園の土』（一峰大二、『少年画報』）、『侍ジャイアンツ』（井上コオ、『週刊少年ジャンプ』）くらいである。これは梶原が自らのジャンルを広げることに腐心していたことと、野球というスポーツが苦手な部類だったことに由来する。これまで『ちかいの魔球』などで最終話で主人公の投手生命が断たれるといった悲劇が描かれたことはあったが、梶原のドラマチック路線は『侍ジャイアンツ』の最終話で主人公がマウンド上で仁王立ちで死ぬという悲劇をもたらす。梶原はこの後、『新・巨人の星』を最後に野球漫画の原作からは撤退することになる。

### 1970年代
『巨人の星』は雑誌連載中からも多くの後継者を産んだ。その一方で、1970年になると新たな野球漫画の潮流も産まれてくる。『アパッチ野球軍』（1970年、花登筺原作、梅本さちお作画、『週刊少年キング』）と『男どアホウ甲子園』（1970年、佐々木守原作、水島新司作画、『週刊少年サンデー』）である。
それまでの野球漫画は主人公に注目し個人を描いていたのに対し、『アパッチ野球軍』は野球チームを作り上げる過程やチームとしての試合の描写を行った。『群竜伝』（1972年、本宮ひろ志、『週刊少年マガジン』）も『アパッチ野球軍』の流れを組み、因縁のある9人の仲間を集めて野球チームを作るとストーリーである。更には『アストロ球団』（1972年、遠崎史朗原作、中島徳博作画、『週刊少年ジャンプ』）が続く。『アストロ球団』ではチーム作りもさることながら、様々な魔球や必殺技が乱れ飛び、野球の試合中に重傷者や死者も続出している。「アストロ球団」はそれまでの荒唐無稽な『必殺技』や『超人』達が活躍する作品、『魔球』モノの終焉的作品ともなった。
水島新司はリアルな試合展開を描き、個性的でありながらもあくまで『常人』的なキャラクターを生んだ。『男どアホウ甲子園』に続き、初の女性プロ野球選手が登場する『野球狂の詩』（1972年、『月刊少年マガジン』）、全シリーズ総巻数205巻となる『ドカベン』（1972年、『週刊少年チャンピオン』）、野球漫画として史上最長連載の『あぶさん』（1973年、『ビッグコミックオリジナル』）の各連載を開始、いずれもヒット作品となる。ちばあきおも『キャプテン』（1972年、『月刊少年ジャンプ』）、『プレイボール』（1973年、『週刊少年ジャンプ』）の連載を始め、魔球や必殺技の登場しない、地味で平凡ながら「本道」的な物語を展開し「野球ファン」以外の野球漫画人気も高まっていった。
1970年代後半になると『すすめ!!パイレーツ』（江口寿史、1977年、『週刊少年ジャンプ』）、『がんばれ!!タブチくん!!』（いしいひさいち、『漫画アクション』）、『超人コンプレックス』（内崎まさとし、『月刊少年チャンピオン』）といった「ギャグ野球漫画」の連載が始まり、野球漫画は多様化の時代を迎える。

### 1980年代
野球漫画の多様化は進み、それまで「スポ根」的要素を抑え、ラブコメを押し出した『タッチ』（あだち充、1981年、『週刊少年サンデー』）の連載が始まる。
『タッチ』以前の野球漫画では恋愛要素が皆無に近かったことに対し、ラブストーリーを主軸にした『タッチ』は当時の中高生の男女問わずに高い人気を獲得し、ヒロイン・浅倉南はFNNスーパータイムで「南ちゃんを探せ!」という番組内コーナーが放送されるほどになった。また、スポーツ医学の専門家に依れば『タッチ』で描かれている投球フォーム、打撃フォームは人体構造と野球に精通していないと描けないとされ、野球漫画としての完成度の高さも人気につながった。
1980年代後半には『県立海空高校野球部員山下たろーくん』（1986年、こせきこうじ、『週刊少年ジャンプ』）、『名門!第三野球部』（1987年、むつ利之、『週刊少年マガジン』）といった背が小さく、運動神経に優れてもいない少年が自身のコンプレックスを克服してゆく作品が登場する。

### 1990年代以降
1990年代から2000年代にかけては、選手ではなく監督の采配を主眼とした『やったろうじゃん!!』（1992年、原秀則、『ビッグコミックスピリッツ』）、『クロカン』（1996年、三田紀房、『週刊漫画ゴラク』）、『ラストイニング』（2004年、神尾龍原作、中原裕作画、『ビッグコミックスピリッツ』）といった作品も登場してくる。また、『ROOKIES』（1998年、森田まさのり、『週刊少年ジャンプ』）、『WILD BASEBALLERS』（2003年、藤沢とおる原作、関口太郎作画、『週刊少年マガジン』）といった不良少年たちが甲子園を目指す作品も人気を博した。一方、プロ野球人気の低迷や肖像権管理の観点から、『ストッパー毒島』（1996年、ハロルド作石、『週刊ヤングマガジン』）のようなペナントレースを描く作品は僅かとなり、2000年代以降は実在の選手や球団を題材にした作品は大幅に減少することとなった。
90年代以降に入ると等身大のリアルをモチーフとした、現実の特待生制度や野球留学による強豪校内のレギュラー争いが描かれている『MAJOR』（1994年、満田拓也、『週刊少年サンデー』）、『ダイヤのA』（2006年、寺嶋裕二、『週刊少年マガジン』）や従来の作品にはない繊細な心理描写や日常の細やかな描写が高く評価された『おおきく振りかぶって』（2003年、ひぐちアサ、『月刊アフタヌーン』）といった作品も台頭してくる。

### 2010年代以降
2010年代は『砂の栄冠』（2010年、三田紀房、『週刊ヤングマガジン』）のように従来路線の王道野球漫画やシリアリーグが舞台の『BUNGO -ブンゴ-』（2014年、二宮裕次、『週刊ヤングジャンプ』）、作者がPL学園出身の『バトルスタディーズ』（2015年、なきぼくろ、『モーニング』）が人気を博す一方で、『球場ラヴァーズ』（2010年、石田敦子、『ヤングキング』他）のような野球選手も野球の試合も描かない作品やスカウト目線の『ドラフトキング』（2018年、クロマツテツロウ、『グランドジャンプ』）、成果主義であるプロ野球においての「カネ」をテーマとした作品で試合描写よりも金勘定の話がメインとなる『グラゼニ』（2010年、コージィ城倉原案、アダチケイジ作画、『モーニング』）といった野球漫画が人気となった。続編的な作品群も複数刊行され、『MIX』（2012年、あだち充、『ゲッサン』）、『MAJOR 2nd』（2015年、満田拓也、『週刊少年サンデー』）、『キャプテン2』（2019年、ちばあきお原案、コージィ城倉作画、『グランドジャンプ』）などが世代を超えて描かれている。

## 作品一覧
「野球を扱った作品一覧#漫画」を参照。